# Lili la petite sorcière : Le Voyage vers Mandolan
Série
Lili la petite sorcière, le Dragon et le Livre magique
(2009) Lili la petite sorcière : Le Dragon et le Sortilège de Noël
(2017)
Pour plus de détails, voir Fiche technique et Distribution.
Lili la petite sorcière : Le Voyage vers Mandolan (Hexe Lilli: Die Reise nach Mandolan) est un film germano-hispano-autrichien réalisé par Harald Sicheritz, sorti en 2011.

## Fiche technique
- Titre original : Hexe Lilli: Die Reise nach Mandolan
- Titre français : Lili la petite sorcière : Le Voyage vers Mandolan
- Réalisation : Harald Sicheritz
- Scénario : Achim von Borries, Bettine von Borries et Knister (collaboration au scénario) d'après les romans de Knister
- Musique : Ian Honeyman
- Direction artistique : Dilip More, Carsten Woithe et Anja Müller
- Décors : Christoph Kanter
- Costumes : Bina Daigeler
- Photographie : Thomas W. Kiennast
- Son : Hubert Bartholomae, Max Vornehm
- Montage : Alexander Dittner
- Production : Michael Coldewey, Martin Husmann et Corinna Mehner

Production exécutive : Manfred Fritsch, Markus Golisano et Dileep Singh Rathore
Production déléguée : Michael Coldewey, Martin Husmann et Corinna Mehner
Production associée : Andreas Peschel-Mehner
Coproduction : Danny Krausz, Christoph Fisser, Thomas Menne, Henning Molfenter,
Coproduction : Justyna Müsch, Julia Steinweg, Charlie Woebcken et Sonja B. Zimmer
- Sociétés de production[1] : Blue Eyes Fiction GmbH & Co. KG, Trixter Productions et On the Road
- Sociétés de coproduction : Buena Vista International Film Production, Dor Film Produktionsgesellschaft, Steinweg Emotion Pictures et Studio Babelsberg Motion Pictures, en collaboration avec Classic et Mini Film
- Sociétés de distribution : 
  - Autriche, Allemagne, Espagne : Walt Disney Studios Motion Pictures
- Budget : 10 millions de $ (estimation)[2]
- Pays d'origine :  Allemagne,  Espagne,  Autriche
- Langue originale : italien, allemand
- Format[3] : couleur - 35 mm / D-Cinema - 2,35:1 (Cinémascope) - son Dolby
- Genre : Comédie, fantastique et aventure
- Durée : 90 minutes
- Dates de sortie[4] :
  - Allemagne, Autriche : 17 février 2011
  - Belgique : 6 avril 2011
  - Espagne : 11 novembre 2011
  - France : 5 juin 2013 (sortie directement en DVD)[5]
- Classification[6] :
  - Allemagne : Tous publics (FSK 0).
  - Espagne : Tous publics[7].
  - Autriche : Non recommandé aux moins 6 ans.
  - France : Tous publics.

## Distribution
- Alina Freund : Lilli
- Tanay Chheda : Musa
- Michael Mittermeier : Hektor (voix)
- Pilar Bardem : Surulunda
- Ercan Durmaz : Abrash
- Jürgen Tarrach (de) : Guliman
- Albert Pérez : Hauptmann
- Pegah Ferydoni : Leila
- Michael Mendl : Nandi
- Anja Kling : Mutter
- Miguel Wansing Lorrio : Leon
- Cosma Shiva Hagen : Suki (voix)

 Sauf indication contraire, les informations mentionnées dans cette section peuvent être confirmées par la base de données cinématographiques IMDb,  présente dans la section « Liens externes ».

## Distinctions
En 2012, Lili la petite sorcière : Le Voyage vers Mandolan a remporté une récompense.

### Récompenses
- Prix du cinéma autrichien 2012 :
  - Prix du cinéma autrichien du Meilleur design de production décerné à Christoph Kanter.